# Liste des ministres italiens de la Culture populaire
Cet article dresse la liste des ministres italiens de la Culture populaire pendant l'existence de ce poste, de 1937 à 1944.

## Liste des ministres

### Royaume d'Italie
Parties
- Parti national fasciste

Coalitions
- Fasciste

| N.                                        | Portrait                                  | Nom (Né–Décédé)                           | Durée du mandat                           | Durée du mandat                           | Durée du mandat                           | Parti                                     | Parti                                     | Gouvernement                              | Références                                |
| N.                                        | Portrait                                  | Nom (Né–Décédé)                           | Entrée en fonction                        | Sortie de fonction                        | Durée du mandat                           | Parti                                     | Parti                                     | Gouvernement                              | Références                                |
| Ministre de la Presse et de la Propagande | Ministre de la Presse et de la Propagande | Ministre de la Presse et de la Propagande | Ministre de la Presse et de la Propagande | Ministre de la Presse et de la Propagande | Ministre de la Presse et de la Propagande | Ministre de la Presse et de la Propagande | Ministre de la Presse et de la Propagande | Ministre de la Presse et de la Propagande | Ministre de la Presse et de la Propagande |
| ----------------------------------------- | ----------------------------------------- | ----------------------------------------- | ----------------------------------------- | ----------------------------------------- | ----------------------------------------- | ----------------------------------------- | ----------------------------------------- | ----------------------------------------- | ----------------------------------------- |
| 1                                         |                                           | Galeazzo Ciano (1903–1944)                | 23 juin 1935                              | 11 juin 1936                              | 354 jours                                 |                                           | Parti national fasciste                   | Mussolini                                 |                                           |
| 2                                         |                                           | Dino Alfieri (1886–1966)                  | 11 juin 1936                              | 27 mai 1937                               | 350 jours                                 |                                           | Parti national fasciste                   | Mussolini                                 |                                           |
| Ministre de la culture populaire          |                                           |                                           |                                           |                                           |                                           |                                           |                                           |                                           |                                           |
| (2)                                       |                                           | Dino Alfieri (1886–1966)                  | 27 mai 1937                               | 31 octobre 1939                           | 2 ans, 157 jours                          |                                           | Parti national fasciste                   | Mussolini                                 |                                           |
| 3                                         |                                           | Alessandro Pavolini (1903–1945)           | 31 octobre 1939                           | 6 février 1943                            | 3 ans, 98 jours                           |                                           | Parti national fasciste                   | Mussolini                                 |                                           |
| 4                                         |                                           | Gaetano Polverelli (1886–1960)            | 6 février 1943                            | 25 juillet 1943                           | 169 jours                                 |                                           | Parti national fasciste                   | Mussolini                                 |                                           |

### République sociale italienne
Parties
- Parti fasciste républicain

Coalitions
- Fasciste

| N.                               | Portrait                         | Nom (Né–Décédé)                  | Durée du mandat                  | Durée du mandat                  | Durée du mandat                  | Parti                            | Parti                            | Gouvernement                     | Références                       |
| N.                               | Portrait                         | Nom (Né–Décédé)                  | Entrée en fonction               | Sortie de fonction               | Durée du mandat                  | Parti                            | Parti                            | Gouvernement                     | Références                       |
| Ministre de la culture populaire | Ministre de la culture populaire | Ministre de la culture populaire | Ministre de la culture populaire | Ministre de la culture populaire | Ministre de la culture populaire | Ministre de la culture populaire | Ministre de la culture populaire | Ministre de la culture populaire | Ministre de la culture populaire |
| -------------------------------- | -------------------------------- | -------------------------------- | -------------------------------- | -------------------------------- | -------------------------------- | -------------------------------- | -------------------------------- | -------------------------------- | -------------------------------- |
| 1                                |                                  | Ferdinando Mezzasoma (1907–1945) | 23 septembre 1943                | 25 avril 1945                    | 1 an, 274 jours                  |                                  | Parti fasciste républicain       | Mussolini (République sociale)   |                                  |